# Aero VIP
SEVENAIR Air Service  Companhia de Transportes e Serviços Aéreos, S.A. ist eine portugiesische Regionalfluggesellschaft mit Sitz in Portimão. Die Flotte besteht aus 22 Flugzeugen, davon zwei Dornier 228 und sechs Airbus C-212 im Linienflug. Das Unternehmen wurde im Jahr 2000 gegründet und gehört zur staatlichen Grupo 7 Air. Wegen einer Rechtsstreitigkeit hat die Gruppe 7 Air (Aero VIP) in Sevenair Umbenannt.
Die nationalen Flugziele sind:
- Lissabon – Flughafen Lissabon

- Cascais Lissabon –  Flugplatz Cascais

- Viseu – Flughafen Viseu

- Porto – Flughafen Porto

- Funchal Madeira – Flughafen Funchal

- Porto Santo Madeira – Flughafen Porto Santo

- Bragança – Flugplatz Bragança

- Vila Real – Flugplatz Vila Real

- Faro Algarve – Flughafen Faro